# Parlamentswahl in Grönland 2009
- IA: 14
- S: 9
- D: 4
- A: 3
- KP: 1

Die Parlamentswahl in Grönland 2009 war die zehnte Wahl zum Inatsisartut, dem grönländischen Parlament. Die Wahl fand am 2. Juni 2009 statt.

## Wahlrecht
Die 31 Abgeordneten des Inatsisartut wurden unter Anwendung des Verhältniswahlrechts bestimmt. Es gab nur einen Wahlkreis und alle Kandidaten traten landesweit an. Die Sitzzuteilung erfolgt nach dem D’Hondt-Verfahren.

## Ausgangslage
Nach der letzten Parlamentswahl wurde das Kabinett Enoksen IV gebildet, das aus einer Koalition zwischen Siumut, Inuit Ataqatigiit und Atassut bestand. Am 1. Mai 2007 schied die Inuit Ataqatigiit aus und das Kabinett Enoksen V regierte bis zum Ende der Legislaturperiode mit knapper Mehrheit.

## Teilnehmende Parteien
Zur Wahl traten sechs verschiedene Parteien an. Die Sorlaat Partiiat trat erstmals an.
| Partei | Partei                    | Kürzel | Deutsche Bedeutung               | Ausrichtung                                   | Vorsitzender        |
| ------ | ------------------------- | ------ | -------------------------------- | --------------------------------------------- | ------------------- |
|        | Siumut                    | S      | Vorwärts                         | sozialdemokratisch                            | Hans Enoksen        |
|        | Demokraatit               | D      | Demokraten                       | sozialliberal                                 | Jens B. Frederiksen |
|        | Inuit Ataqatigiit         | IA     | Gemeinschaft der Inuit           | demokratisch-sozialistisch                    | Kuupik Kleist       |
|        | Atassut                   | A      | Gemeinsinn                       | konservativ, wirtschaftsliberal, unionistisch | Gerhardt Petersen   |
|        | Kattusseqatigiit Partiiat | KP     | Partei der Einigkeitsvereinigung | konservativ, populistisch                     | Anthon Frederiksen  |
|        | Sorlaat Partiiat          | SP     | Partei der Wurzeln               | zentristisch, wirtschaftsliberal              | Nikoline Ziemer     |

## Kandidaten
Bei der Wahl traten 222 Kandidaten an, die sich folgendermaßen auf die sechs Parteien verteilten:
| Partei                    | Kandidaten |
| ------------------------- | ---------- |
| Siumut                    | 62         |
| Demokraatit               | 23         |
| Inuit Ataqatigiit         | 62         |
| Atassut                   | 40         |
| Kattusseqatigiit Partiiat | 29         |
| Sorlaat Partiiat          | 1          |
| Einzelkandidaten          | 5          |

Bis auf Lars-Emil Johansen (Siumut), Esmar Bergstrøm, Marie Fleischer (beide Demokraatit), Asii Chemnitz Narup, Johan Lund Olsen (beide Inuit Ataqatigiit) und Augusta Salling (Atassut) kandidierten alle bisherigen Abgeordneten erneut. Dazu kam Siverth K. Heilmann, der in der letzten Legislaturperiode ausgetreten war, jetzt aber wieder antrat. Von denjenigen, die in der letzten Wahlperiode als Nachrücker Mitglied gewesen waren, verzichteten Jens Lars Fleischer, Gert Ignatiussen, Kalistat Lund, Simon Olsen, Per Rosing-Petersen, Ole Thorleifsen (alle Siumut), Aqqaluk Lynge (Inuit Ataqatigiit), Otto Steenholdt (Atassut) auf eine erneute Kandidatur. Dazu kamen Arĸalo Abelsen, Lars Karl Jensen, Karl Lyberth, Mikael Petersen, Andreas Sanimuínaĸ (alle Siumut), Naimanngitsoq Petersen (Inuit Ataqatigiit), Jakob Sivertsen (Atassut) und Mads Peter Grønvold (Kattusseqatigiit Partiiat), die in vorherigen Legislaturperioden im Inatsisartut saßen, 2005 aber nicht antraten oder nicht gewählt wurden.

## Ergebnis
Bei der Wahl verlor die bisher stärkste Partei Siumut deutlich an Stimmen. Dasselbe gilt für die Demokraatit und die Atassut. Profitieren konnte davon als einzige Partei die Inuit Ataqatigiit. Sie wurde mit großem Abstand stärkste Kraft im Inatsisartut. Die neu gegründete, nach eigenen Angaben liberalsozialistische Sorlaat Partiiat verpasste den Einzug ins Parlament.
| Partei            | Partei                    | Stimmen | Stimmen | Stimmen | Sitze  | Sitze |
| Partei            | Partei                    | Anzahl  | %       | +/−     | Anzahl | +/−   |
| ----------------- | ------------------------- | ------- | ------- | ------- | ------ | ----- |
|                   | Inuit Ataqatigiit         | 12.457  | 44,1    | +21,5   | 14     | +7    |
|                   | Siumut                    | 7.567   | 26,8    | −3,9    | 9      | −1    |
|                   | Demokraatit               | 3.620   | 12,8    | −10,0   | 4      | −3    |
|                   | Atassut                   | 3.094   | 10,9    | −8,2    | 3      | −3    |
|                   | Kattusseqatigiit Partiiat | 1.084   | 3,8     | −0,3    | 1      | ±0    |
|                   | Sorlaat Partiiat          | 383     | 1,4     | +1,4    | —      | —     |
|                   | Unabhängige Kandidaten    | 70      | 0,2     | −0,5    | —      | —     |
| Gesamt            | Gesamt                    | 28.275  | 100,0   |         | 31     | ±0    |
| Gültige Stimmen   | Gültige Stimmen           | 28.275  | 99,2    |         |        |       |
| Ungültige Stimmen | Ungültige Stimmen         | 235     | 0,8     |         |        |       |
| Wahlbeteiligung   | Wahlbeteiligung           | 28.510  | 71,3    |         |        |       |
| Wahlberechtigte   | Wahlberechtigte           | 39.990  | 100,0   |         |        |       |
| Quelle:           |                           |         |         |         |        |       |

## Folgen
Die Inuit Ataqatigiit bildete zusammen mit den Demokraatit sowie der Kattusseqatigiit Partiiat die neue Regierung (Kabinett Kleist) mit einer großen Parlamentsmehrheit. Sie löste die Koalition aus Siumut und Atassut ab. Zum Premierminister wurde am 12. Juni 2009 Kuupik Kleist (IA) gewählt.